# Apostolisch vicariaat Mitú
Het apostolisch vicariaat Mitú (Latijn: Vicariatus Apostolicus Mituensis) is een rooms-katholiek apostolisch vicariaat met als zetel Mitú, in Colombia. Het apostolisch vicariaat is vrijgesteld en valt als immediatum direct onder de Heilige Stoel, zonder te behoren tot een kerkprovincie. 

## Geschiedenis
Het apostolisch vicariaat werd opgericht op 9 juni 1949, als de apostolische prefectuur Mitú, uit delen van het apostolisch vicariaat Los Llanos de San Martín. Op 19 juni 1989 werd het verheven tot apostolisch vicariaat met de naam Mitú-Puerto Inírida. Op 30 november 1996 veranderde het van naam naar apostolisch vicariaat Mitú, en splitste het apostolisch vicariaat Inírida zich af. 

## Parochies
Het apostolisch vicariaat had in 2020 een oppervlakte van 54.132 km2 en telde 43.358 inwoners waarvan 45,0% rooms-katholiek was.

## Ordinarii

### Prefecten
- Gerardo Valencia Cano (19 juli 1949 - 24 maart 1953)
- Heriberto Correa Yepes (11 november 1953 - december 1966)
- Belarmino Correa Yepes (30 oktober 1967 - 19 januari 1989)

### Apostolisch vicarissen
- José Gustavo Angel Ramírez (19 juni 1989 - 17 september 2009)
- Medardo de Jesús Henao del Río (23 november 2013 - heden)

## Galerij van afbeeldingen

Wapen van het apostolisch vicariaat Mitú